# Georg Wuthmann
Georg Wuthmann (* 25. Mai 1863; † 1940) war ein deutscher Konteradmiral der Kaiserlichen Marine.

## Leben
Georg Wuthmann trat am 15. April 1881 in die Kaiserliche Marine ein. 1892 war er als Leutnant zur See (Patent zum 17. April 1888) Kompanieoffizier bei der II. Torpedoabteilung in Wilhelmshaven. Ende August 1894 wurde er, weiterhin Leutnant zur See, als Adjutant zur II. Marineinspektion kommandiert und am 10. Dezember 1894 Kapitänleutnant. 1900 war er Erster Offizier auf der Odin und kam später auf die Siegfried.
Als Korvettenkapitän war er von November 1901 bis Januar 1903 Kommandant der Luchs. Die Luchs war der Ostasiatischen Station zugewiesen. Anschließend übernahm er bis Ende 1903 die Geier.
Von Anfang April 1907 bis Anfang Oktober 1908 war er als Kapitän zur See Kommandant der Mecklenburg.
Später war er von August 1914 bis Januar 1916 Kommandeur der II. Matrosen-Division. Am 15. Januar 1916 erhielt er den Charakter als Konteradmiral verliehen.